# Ейну
Е́йну або абда́л (уйг. abdel, абдал, кит. 艾努, пін. àinǔ) — субетнічна група уйгурського народу, що має риси окремого етносу. Мешкає на південних схилах Тянь-Шаню: повіти Хотан, Лоп, Каракаш, Яркенд, Янгишар Синьцзян-Уйгурського автономного району. Китайською айну, уйгурською абдал.
Мають індоарійське походження, хоча самі вважають, що їх предки вийшли з Ірану чи більш західних областей, уйгури відносять їх до циган. Кількість ейну близько 30 тис. осіб.
За релігією ейну — мусульмани.
Відмежовуються від уйгурів, до яких їх зараховує уряд КНР.
Сім'я моногамна. Живуть ізольовано, часто вважаються зневаженою кастою.

## Мова
Більшість айну розмовляють уйгурською мовою, лише незначна частина по-китайськи. Серед багатьох чоловік також зберігається мова ейну, або айнійська мова (специфічний діалект уйгурської мови), яка належить до карлуцької групи тюркських мов. Мова айну насичена лексикою з іранських мов.